# Björn Ivemark
Biörn Ivemark, né le 4 mai 1925 à Karlstad et mort le 25 mars 2005 à Carcassonne, est un médecin suédois qui a décrit en 1955 le syndrome d'Ivemark.